# Faculdade de Educação da Universidade Estadual de Campinas

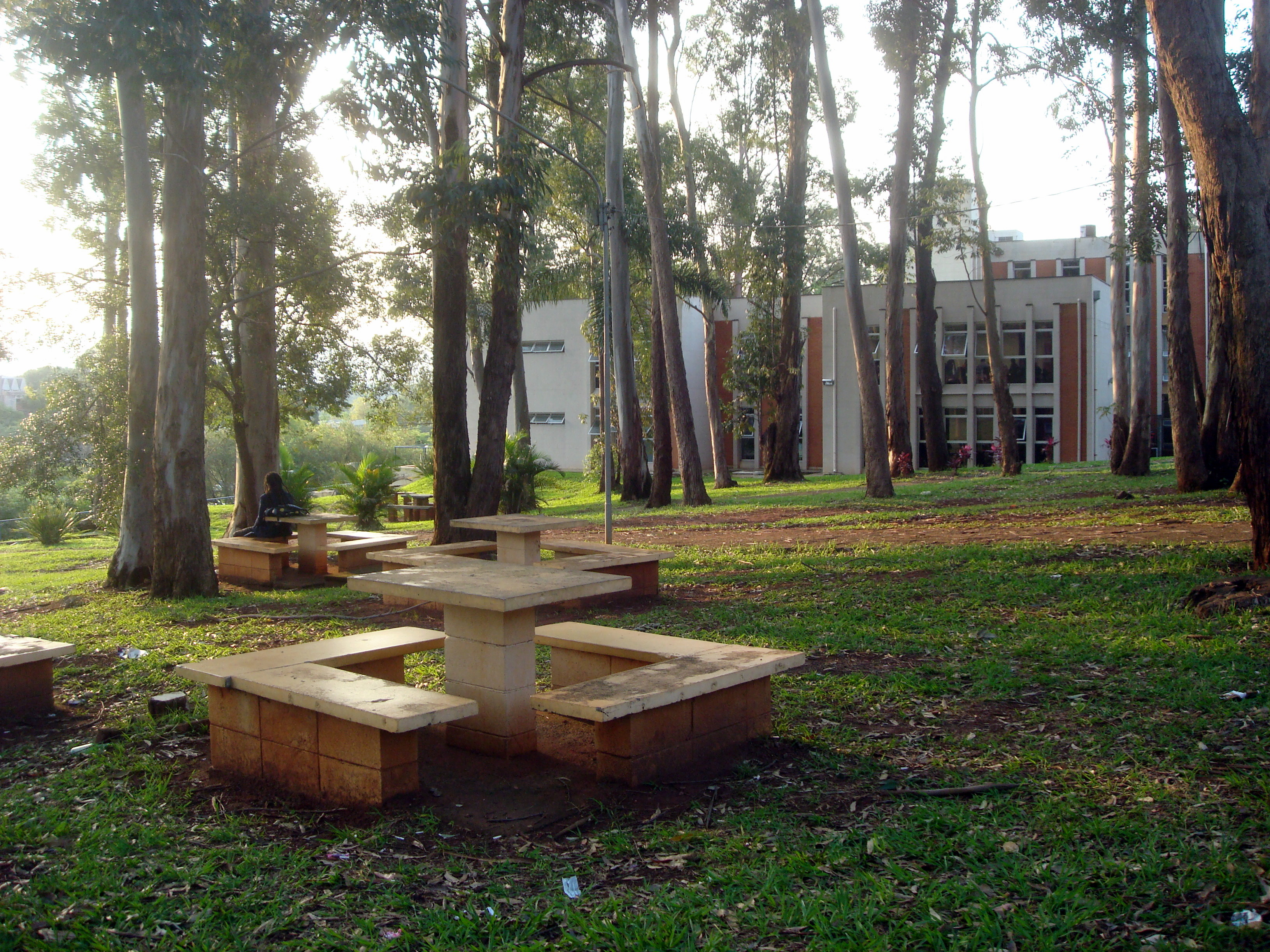
Vista parcial da FE

A Faculdade de Educação (FE) é uma das faculdades da Unicamp, que tem como objetivo capacitar profissionais para a atuação no campo da Educação, para qualquer nível de ensino.

## Lantec
O Lantec é o Laboratório de Novas Tecnologias Aplicadas na Educação da Faculdade de Educação da Unicamp e desenvolve pesquisas nas áreas de internet, TV Digital e Ciência da Informação aplicadas à Educação e Educação à Distância.
O  Lantec  foi criado em 2004 e envolve estudos abrangendo a interação entre a Educação, Ciência e Tecnologia, no desenvolvimento, uso e avaliação de ferramentas tecnológicas em ambientes educativos, presenciais ou à distância, na produção e disseminação crítica de saberes associados à ciência, à cultura e à tecnologia e no desenvolvimento de metodologias e aplicações que possibilitem a introdução da tecnologia digital interativa no processo educacional e na formação de professores. Atualmente o Lantec tem como eixo central de pesquisa a linguagem do vídeo digital interativa mediatizada pela narrativa televisiva.